# Tau Scorpii
Tau Scorpii (τ Sco, Paikauhale) – gwiazda w gwiazdozbiorze Skorpiona. Jest oddalona o około 640 lat świetlnych od Słońca.

## Nazwa
Gwiazda ma nazwę własną Paikauhale, wywodzącą się z języka hawajskiego i oznaczającego „włóczęgę” (czynność lub osobę). Niektóry autorzy wiązali z nią także arabską nazwę Alniyat, pochodzącą od słowa ‏النياط‎ al-niyāţ, „tętnice”. Międzynarodowa Unia Astronomiczna uznała jednak, że nazwa Alniyat odnosi się wyłącznie do Sigma Scorpii, a w 2018 roku formalnie zatwierdziła użycie nazwy Paikauhale na określenie Tau Scorpii.

## Charakterystyka
Jest to niebiesko-biała gwiazda ciągu głównego typu B0,2 o obserwowanej wielkości 2,81m. Ta gorąca gwiazda ma temperaturę 30 700 K.

### Pole magnetyczne

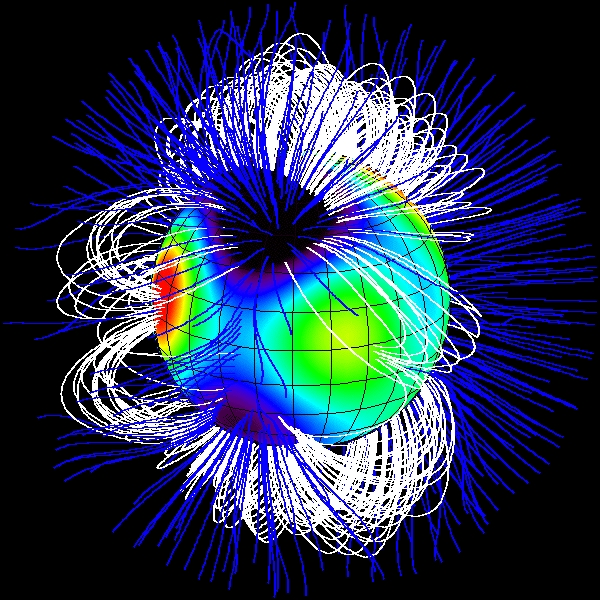
Linie pola magnetycznego Tau Scorpii zrekonstruowane za pomocą obrazowania Zeemana-Dopplera

Jest to gwiazda magnetyczna, której powierzchnia pola magnetycznego została odwzorowana za pomocą obrazowania Zeemana-Dopplera. Pole magnetyczne gwiazdy jest bardzo skomplikowane, nie posiada wyraźnej składowej dipolowej. Obecnie (2010) znane są tylko dwie inne gwiazdy z takim typem pól magnetycznych. Są to: HD 66665 i HD 63425.
W 2016 roku stwierdzono, że Tau Scorpii jest tzw. błękitnym maruderem, rodzajem gwiazdy powstałej w wyniku zderzenia gwiazd. Przeprowadzone symulacje wskazują, że jej silne pole magnetyczne powstało wskutek turbulencji w procesie łączenia się gwiazd. Kiedy Tau Scorpii zakończy życie w eksplozji supernowej, może pozostawić po sobie pozostałość również mającą niezwykle silne pole magnetyczne – magnetar.